# Lorditomaeus invenustus
Lorditomaeus invenustus är en skalbaggsart som beskrevs av Schmidt 1908. Lorditomaeus invenustus ingår i släktet Lorditomaeus och familjen Aphodiidae. Inga underarter finns listade i Catalogue of Life.